# Elijah Burke
Elijah Samuel Burke (24 de mayo de 1978) es un luchador profesional estadounidense. Que actualmente trabaja para la National Wrestling Alliance (NWA) como Da Pope Elijah Burke donde fue el Campeón Mundial Televisivo de NWA. Anteriormente estuvo en Total Nonstop Action Wrestling (TNA) como comentarista y en la World Wrestling Entertainment (WWE) en la marca ECW.

## Carrera

### Boxeo
Burke fue boxeador dentro del estado de Florida, donde logró un récord de 98 victorias y 1 derrota. Según la WWE, Burke tiene un récord de 103-1 con 102 nocauts, a lo largo de su carrera como boxeador. No obstante, según WWE, la única pérdida que él sostuvo era una descalificación, después de que él golpeara a su opositor hacia fuera y rechazara retroceder a su esquina, además ninguno de esos récords tiene algún registro histórico. Burke, para recordar su carrera como boxeador coloca en su muñecera la frase "4-Up", que según Joey Styles significa "4 nudillos sobre tu cara".

### World Wrestling Entertainment (2003-2008)

#### Ohio Valley Wrestling (2003-2006)
Después de firmar con la World Wrestling Entertainment (WWE), Burke fue enviado a su empresa de desarrollo Ohio Valley Wrestling (OVW), en donde ganó el Campeonato Peso Pesado de la OVW derrotando a Chad Toland. Como campeón, Burke contrató a Mark Henry como guardaespaldas, formando tag team con él. El 9 de febrero, Burke & Henry se enfrentaron a The Blue Print & Vengeance; durante el combate, Lance Storm intervino y produjo la derrota de Blue Print & Vengeance, lo que hizo a Henry & Burke entrar en un feudo con ellos. El 19 de febrero, Burke & Henry volvieron a derrotarles, estipulándose un combate la semana siguiente entre Blue Print y Burke por el Campeonato, que Burke ganó. Finalmente, el 14 de abril, Burke perdió el campeonato frente a Blue Print, quien cambió su nombre a Matt Morgan. 
El equipo creativo de la WWE le ofreció a Burke un puesto en el Spirit Squad, pero rechazó la idea. Debido a su decisión, Burke debió permanecer un tiempo extra en la Ohio Valley Wrestling antes de debutar en SmackDown! junto con Sylvester Terkay.

#### 2006-2008

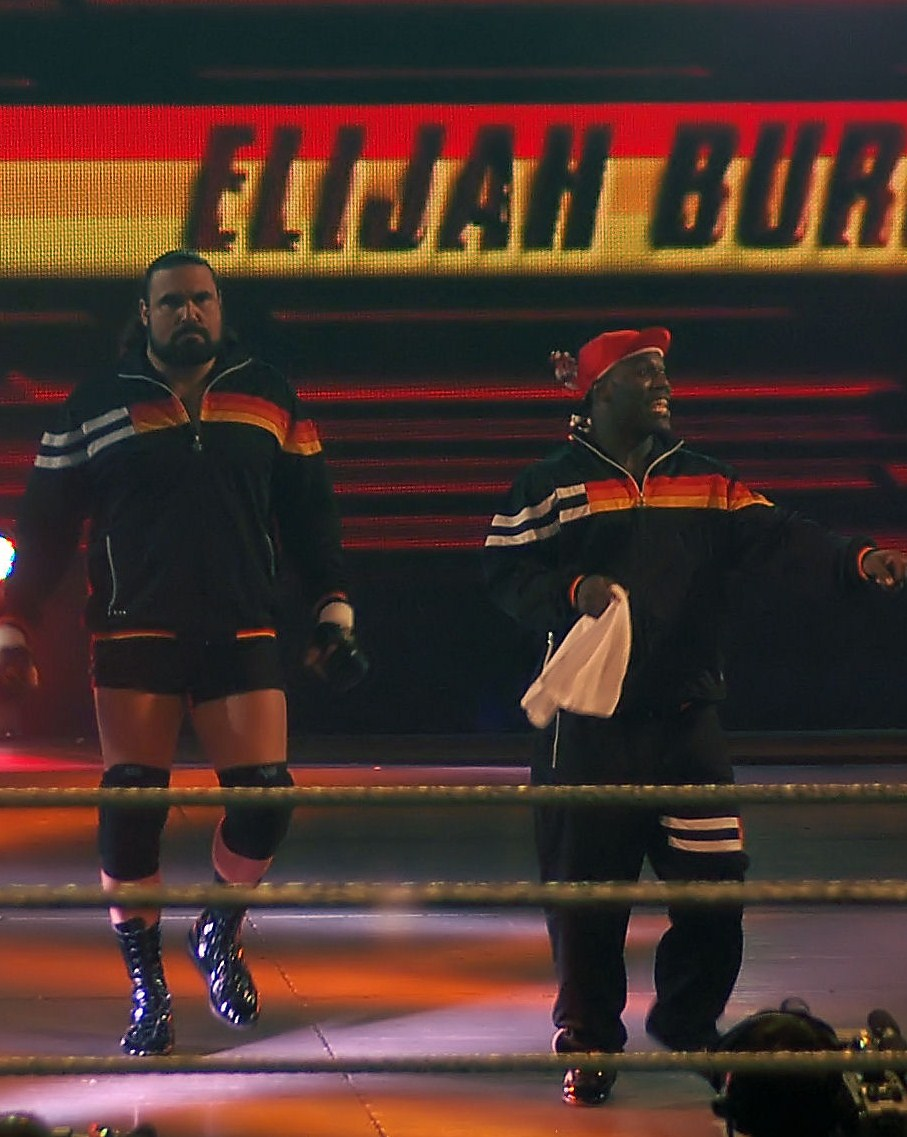
Burke junto a Sylvester Terkay en December to Dismember.

El 28 de julio de 2006, Burke debutó en SmackDown!, como mánager de Sylvester Terkay. En su primer combate derrotó a Scott Wright y luego terminó con los cuatro meses de invicto de Vito, gracias a la ayuda de Terkay.
A fines del 2006, Burke y Terkay fueron enviados a la ECW, formando un equipo llamado "The Knockout/Tapout Connection". En December to Dismember, ambos derrotaron a Little Guido Maritato y Tony Mamaluke, después de que Elijah cubriera a Mamaluke.
El 18 de enero de 2007, Terkay fue despedido de la WWE, por lo que Burke comenzó una carrera como luchador individual. Burke, fue llamado por Vince McMahon para representar "el futuro de la ECW" y se proclamó el líder de The New Breed (conformado por Burke, Marcus Cor Von, Matt Striker y Kevin Thorn), e inició un feudo con los ECW Originals (conformado por Tommy Dreamer, Rob Van Dam, The Sandman y Sabu) a quienes se enfrentaron en WrestleMania 23, con victoria para estos últimos. Dos días después, The New Breed derrotó a los ECW Originals en una lucha de reglas extremas.
Burke hizo varios intentos para unir a CM Punk a la New Breed, incluyendo una lucha frente a él en Judgment Day, la cual perdió. Cuando finalmente logró unir a Punk al equipó, éste traicionó a Burke y se unió a ECW Originals. Burke, Marcus Cor Von & Sriker fueron derrotados por Punk, Sandman y Dreamer en One Night Stand, en una lucha de mesas. Durante las semanas siguientes, The New Breed se vio debilitada, para finalmente disolverse.
Durante los meses posteriores, Burke mantuvo un bajo perfil en la ECW, pero fue en el mes de septiembre en donde, después de derrotar a Balls Mahoney, recibió una oportunidad por el Campeonato de la ECW. En Unforgiven, CM Punk derrotó a Elijah Burke, reteniendo el Campeonato de la ECW. Posterior a eso, Burke se tomó un tiempo fuera de la lucha libre.
A su regreso en noviembre de 2007, introdujo a la nueva superestrella de la ECW, Shelton Benjamin, con quien formó equipo por el resto del año e inicios del siguiente. En Royal Rumble y WrestleMania XXIV, Burke entró en Batallas Reales, pero en ninguna salió victorioso.
A partir de WrestleMania XXIV estuvo apareciendo esporádicamente en la ECW, a partir de junio no se le volvió a ver hasta que la WWE lo sacó de sus filas el 10 de noviembre del 2008 junto con otras superestrellas.

### Circuito independiente (2008-2009, 2012-2015, 2017)
El 16 de noviembre de 2008, One Pro Wrestling con sede en Inglaterra anunció que Burke aparecería en su programa del viernes 13 en febrero de 2009, pero fue cancelado. Burke apareció en el show LockOut del World Wrestling Council ( WWC) el 13 de diciembre de 2008, perdiendo un duro combate de a tres bandas, que también involucró a Steve Corino, ante Sabu. Más tarde, en enero, en un evento llamado Euphoria, se asoció con Armando Alejandro Estrada para desafiar sin éxito a Thunder y Lightning por el Campeonato Mundial en Parejas de la WWC. Burke apareció en el programa "Superslam 7" de Blue Collar Wrestling Alliance (BCWA) en Detroit, Míchigan. El 12 de abril de 2009, ganando en un combate individual contra el luchador indy local "The Reason" Black Velvet.
En 2012, regresó a WWC, derrotando a Ricky Banderas. Luchó contra Carlito por la promoción en 2013. Burke hizo su regreso al circuito independiente el 4 de abril de 2013, en Pro Wrestling Syndicate Super Card, donde fue derrotado por John Morrison. Burke luchó contra Jason Steel en WWC en diciembre de 2014. El 1 de enero de 2015, derrotó a Chicano. Burke hizo su regreso a Puerto Rico, pero ahora en diferente promoción International Wrestling Association (IWA), derrotando a Gilbert.
Desde que dejó TNA, ha luchado principalmente para Fighting Evolution Wrestling, una promoción con sede en Florida.

### Total Nonstop Action Wrestling (2009-2013)

#### 2009-2010

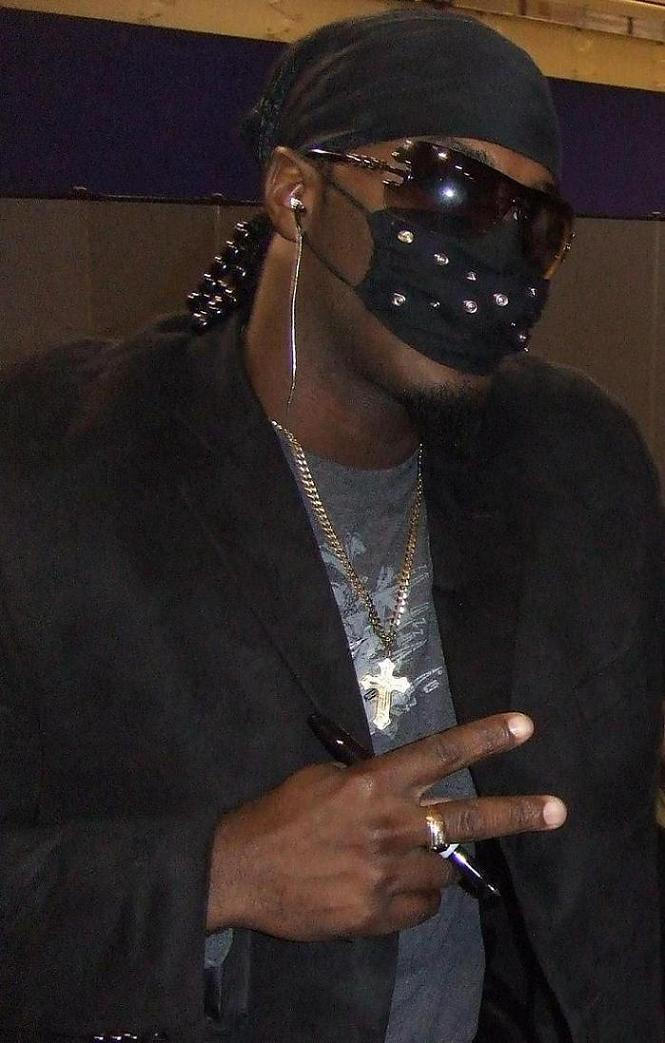
Burke con su gimmick de D'Angelo Dinero en TNA durante un tour en 2010.

Tras luchar contra Gavin Spears en un evento de la Total Nonstop Action Wrestling (TNA), firmó un contrato con la compañía, debutando en Hard Justice bajo el nombre de D'Angelo Dinero en un Steel Asylum match contra Alex Shelley, Chris Sabin, Amazing Red, Consequences Creed, Jay Lethal, Suicide y Daniels, ganando el combate Daniels. Durante la lucha, empezó un feudo con Suicide, derrotándole en No Surrender. Tras esto, se pactó una lucha en Bound for Glory entre Amazing Red, Daniels, Homicide, Suicide y Dinero por el Campeonato de la División X de la TNA, pero Dinero no pudo asistir por la muerte de un familiar. Luego cambió a face y se unió a Matt Morgan y Hernández en un feudo contra Team 3D y Rhino, luchando en Turning Point, ganando Team 3D y Rhino Luego participó en un torneo para nombrar un cotnendiente para el Campeonato Mudnial Peso Pesado de la TNA, pero fue derrotado en la primera ronda por Kurt Angle. Durante las siguientes semanas, Jesse Neal su unió al equipo de Rhyno y Dinero propuso a Suicide unirse al suyo. En Final Resolution, el equipo de Morgan, Dinero, Hernández y Suicide derrotó al de Team 3D, Rhyno y Neal, siendo Dinero el tercer eliminado de su equipo.
Luego empezó un feudo con Nigel McGuinness al derrotarle en el iMPACT! en directo del 4 de enero, llamándolo su "mejor victoria hasta la fecha". Ambos se enfrentaron en Genesis, pero Burke fue derrotado. Luego empezó un feudo con el debutante Orlando Jordan, siendo derrotado por él el 21 de enero de 2010 en IMPACT, pero venciéndole el 11 de febrero. Al derrotar a Jordan pasó a formar parte de un torneo por ser el contendiente número 1 al Campeonato Mundial Peso Pesado de la TNA. En Against All Odds derrotó a Wolfe en los cuartos de final, a Matt Morgan en la semifinal y a Mr. Anderson en la final, ganando una oportunidad por el título en Lockdown, pero fue derrotado por AJ Styles en el evento. Durante este combate, sufrió una lesión en el hombro, por lo que dejó de luchar durante unos meses, pero siguió apareciendo en IMPACT! Hizo su regreso antes de Victory Road, pactando una lucha contra Kurt Angle, la cual perdió.
Tras esto, derrotó a Matt Morgan en una lucha, tras la cual fue atacado por él, pero fue salvado por Mr. Anderson, de quien dudaba Dinero, a pesar de ser face, ya que fue quien le lesionó. (Kayfabe) Tras esto, en The Whole F*n Show se enfrentó a Morgan y Anderson en una lucha, durante la cual, se enfrentaron Anderson y Dinero, pero quedando ganador Morgan. Tras esto, pasó a formar parte de un torneo para definir al nuevo Cammpeón Mundial Peso Pesado de la TNA, derrotando el 12 de agosto a Morgan, pero en No Surrender perdió ante Mr. Anderson. Tras ser derrotado, cambió a Heel, aliándose con Kevin Nash & Sting en un feudo contra Hulk Hogan y Eric Bischoff, por lo que en Bound for Glory se enfrentaron a los defensores de Hogan y Bischoff, Samoa Joe & Jeff Jarrett. Sin embargo, durante la lucha, Jarrett cambió a heel y abandonó a Joe, dándole la victoria al grupo de Dinero. En ese mismo evento se reveló a los miembros de They, un grupo secreto que planeaba hacerse con el control de TNA desde hacía meses, siendo los miembros Abyss, Jeff Hardy, Jarrett, Bischoff y Hogan, por lo que Nash, Sting y Dinero pasaron a ser face. Sin embargo, el siguiente Impact, Nash y Sting dejaron solo a Dinero frente a Fortune y The Immortals, empezando un feudo con el miembro de Immortals, Abyss. Durante su feudo, Abyss empezó a atacar a los asistentes, la "congregación" de Dinero, por lo que se pactó una lucha entre los dos en Turning Point en la cual, la "congregación" serían los Lumberjack del combate. A pesar de esto, durante el evento, Bischoff salió durante el combate, indicando que había comprado a los Lumberjacks, quienes atacaron a Dinero, dándole la victoria a Abyss. Su feudo con Abyss continuó hasta Final Resolution, donde fue derrotado por él en un Casket match.

#### 2011-2013
Tras esto, empezó a recaudar dinero de la gente para los pobres, aunque se lo gastaba para sí mismo. Este comportamiento hizo sospechar a Samoa Joe, quien mandó a Okato seguirle a escondidas. Esto hizo que ambos comenzaran un feudo, durante el cual, Pope giró a heel. Ambos se enfrentaron en Against All Odds, ganando Joe. Sin embargo, tras el combate, Dinero atacó a Joe hasta hacerle sangrar. Durante las siguientes semanas, Joe y Okato intentaron atacarle, pero Dinero capturó a Okato y le pegó una paliza. Finalmente, en Lockdown, Joe derrotó a Dinero, terminando el feudo. Posteriormente comenzó a participar de los Bound for Glory Series Match, durante los cuales se alió con Devon cambiando a face de nuevo, aunque la relación de ellos fue muy mala al principio, ya que insistía en acercarse a los hijos de Devon, Terrence y Terrell y Devon le consideraba una mala influencia. Ambos se enfrentaron en el Bound for Glory Series Match en Hardcore Justice ganando Dinero, hasta que Dinero salvó a Devon de un ataque de Samoa Joe. Debido a esto, Dinero comenzó a formar equipo con Devon convirtiendo así en retadores a los Campeonato Mundial en Parejas de TNA de Mexican America(Hernández & Anarquía). En No Surrender, Dinero & Devon fueron derrotados por Mexican America. Luego volvieron a ir por los Campeonatos Mundiales en Parejas de TNA, enfrentando a Crimson & Matt Morgan en Final Resolution, volviendo a ser derrotados. Debido a su derrota, convenció a los hijos de Devon para que le atacaran, cambiando a heel. En Genesis, ambos volvieron a enfrentarse, pero durante el combate, los hijos de Devon cambiaron de nuevo a face, saliendo Devon ganador.
Después de varios meses sin aparecer en televisión, hizo su regreso el 14 de junio como face y siendo uno de los participantes del Bound for Glory Series, luchando en un Gauntlet match, pero fue eliminado por James Storm. En Hardcore Justice estaba incluido en un Falls Count Anywhere Match por 20 puntos del BFG Series, pero no pudo participar tras ser atacado por Ace´s and 8´s tras los vestidores, lesionándole y sacándole del torneo. Esto se hizo para explicar su ausencia, ya que a finales de agosto, sufrió una lesión legítima que le mantendría de baja. Finalmente, el 8 de enero de 2013, anunció por Twitter que su contrato con la TNA había expirado y no lo había renovado.

### Regreso a la OVW (2013-2015)
El 11 de septiembre de 2013, hizo una aparición sorpresa en el territorio de desarrollo de TNA, la Ohio Valley Wrestling, derrotando a Flash Flanagan y ganando el Campeonato Televisivo de la OVW. A pesar de retenerlo la semana siguiente ante Flanagan, lo perdió el 5 de octubre ante Shiloh Jonze. El 9 de octubre de 2013, Burke se asoció con Eddie Diamond para derrotar a The Marauders (Joe Coleman & Shiloh Jonze), luego desafió a Jonze por una revancha por el título. El 16 de octubre, Burke se enfrentó a Shiloh Jonze en una jaula de acero por el Campeonato de Televisión, pero no tuvo éxito. Tras perder la revancha ante Jonze en un Steel Cage match, volvió a abandonar OVW.
El 16 de septiembre de 2015, Burke hizo su regreso bajo el nombre de General Pope, haciendo equipo con el soldado Anthony derrotando a Adam Revolver y al reverendo Stuart Miles en una lucha de contendientes número uno por una oportunidad en el Campeonato de Parejas del Sur. El 5 de diciembre, The Band of Brothaz (General Pope y Private Anthony) derrotó a The Van Zandt Family Circus (Dapper Dan Van Zandt y The Ringmaster) para ganar el Campeonato de Parejas del Sur. Con esta victoria, Burke se convirtió en el decimosexto campeón de la triple corona en la historia de OVW. 

### Regreso a TNA (2015-2017)
Burke regresó a TNA en el episodio del 3 de junio de 2015 de Impact Wrestling junto a Josh Mathews en los comentarios bajo el nombre de ring Da Pope. El 4 de octubre de 2015, en Bound For Glory, Pope participó en un combate Bound For Gold Gauntlet de doce hombres que ganó Tyrus. En el episodio del 15 de marzo de Impact Wrestling, Pope salvó a Josh Mathews de un ataque de Lashley solo para ser atacado él mismo. La semana siguiente, Pope le costó a Lashley una oportunidad en el Campeonato Mundial Peso Pesado de TNA cuando interfirió en un combate de guanteletes en el que estaba compitiendo y luego peleó con él en el área detrás del escenario. En el episodio del 5 de abril de 2016 en Impact Wrestling, Pope fue derrotado por Lashley en una pelea callejera. Actuaba como comentarista facial. El 16 de agosto de 2017, Dinero anunció su salida de TNA.

### National Wrestling Alliance (2019-presente)
Burke debutó en el episodio del 23 de diciembre de 2019 de NWA Powerr, usando su apodo de "Pope". En NWA: Back For The Attack, se enfrentó a Thom Latimer por el Campeonato Mundial de Televisión de la NWA, sin embargo terminó en empate debido al límite de tiempo. El 20 de octubre de 2020, en UWN Primetime Live, Burke derrotó a Zicky Dice para ganar el Campeonato Mundial de Televisión NWA.

## En lucha
- Movimientos finales
  - DDE - D'Angelo Dinero Express[10] (TNA) / Elijah Express (WWE) (Jumping double high knee a la espalda de un oponente arrinconado, a veces seguido de sitout rear mat slam)[11][12]
  - Elijah Experience (Reverse russian legsweep – 2006–2007 / sitout facebuster - 2004-2006)[2][13] - 2004-2007
  - Double knee facebreaker[14] - 2010
  - Scissored armbar[15] – 2006
  - Sitout STO[16] - 2006

- Movimientos de firma
  - Outer Limitz Elbow Drop[17] (Corner slingshot elbow drop)[2][18]
  - Coronation (Leapfrog body guillotine a un oponente sobre la segunda cuerda)
  - 4–Up[17] (Punching combination al estómago del oponente seguido de high-impact uppercut)[2][19]
  - Pimp Slap[20] (Backhand chop a la cara del oponente)
  - Spinning sitout spinebuster[2]
  - Running jumping shoulder block
  - Abdominal stretch
  - Múltiples rolling German suplexes[16][21]
  - Dropkick, a veces desde una posición elevada
  - Flying forearm smash[2]
  - Flying clothesline
  - Vertical suplex seguido de belly to back suplex
  - Diving delayed fist drop con burlas

- Apodos
  - "The Silver Tongued Pugilist"
  - "The Paragon of Virtue"
  - "The Black Pope"
  - "The Guiding Light"
  - "Your Host of Hosts"
  - "The Pope"

## Campeonatos y logros
- Combat Wrestling Revolution
  - CRW Tag Team Championship (1 vez) – con Jeremy Prophet[22]

- National Wrestling Alliance
  - NWA World Television Championship (1 vez)

- Ohio Valley Wrestling
  - OVW Heavyweight Championship (1 vez)
  - OVW Television Championship (1 vez)
  - OVW Southern Tag Team Championship (2 veces) – con Private Anthony (1) y Big Jon (1)
  - OVW Triple Crown Championship (dieseis)

- Pro Wrestling Illustrated
  - PWI Luchador que más ha mejorado - 2010
  - Situado en el N°161 en los PWI 500 de 2006[23]
  - Situado en el N°87 en los PWI 500 de 2007[24]
  - Situado en el Nº99 en los PWI 500 de 2008[25]
  - Situado en el Nº36 en los PWI 500 de 2010[26]
  - Situado en el Nº56 en los PWI 500 de 2011[27]